# Хотараса (Валча)
Хотараса (рум. Hotărasa) насеље је у Румунији у округу Валча у општини Копачени. Oпштина се налази на надморској висини од 352 m.

## Становништво
Према подацима из 2002. године у насељу је живело 319 становника, од којих су сви румунске националности.